# Castello di Óbidos
Il castello di Óbidos (in portoghese: Castelo de Óbidos) è un castello fortificato della frazione portoghese di Santa Maria di Óbidos (distretto di Leiria, Portogallo (centrale) , risalente probabilmente all'epoca romana, ma successivamente ampliato dal XII secolo.
Dichiarato monumento nazionale, fu annoverato tra le sette meraviglie del Portogallo nel 2007.

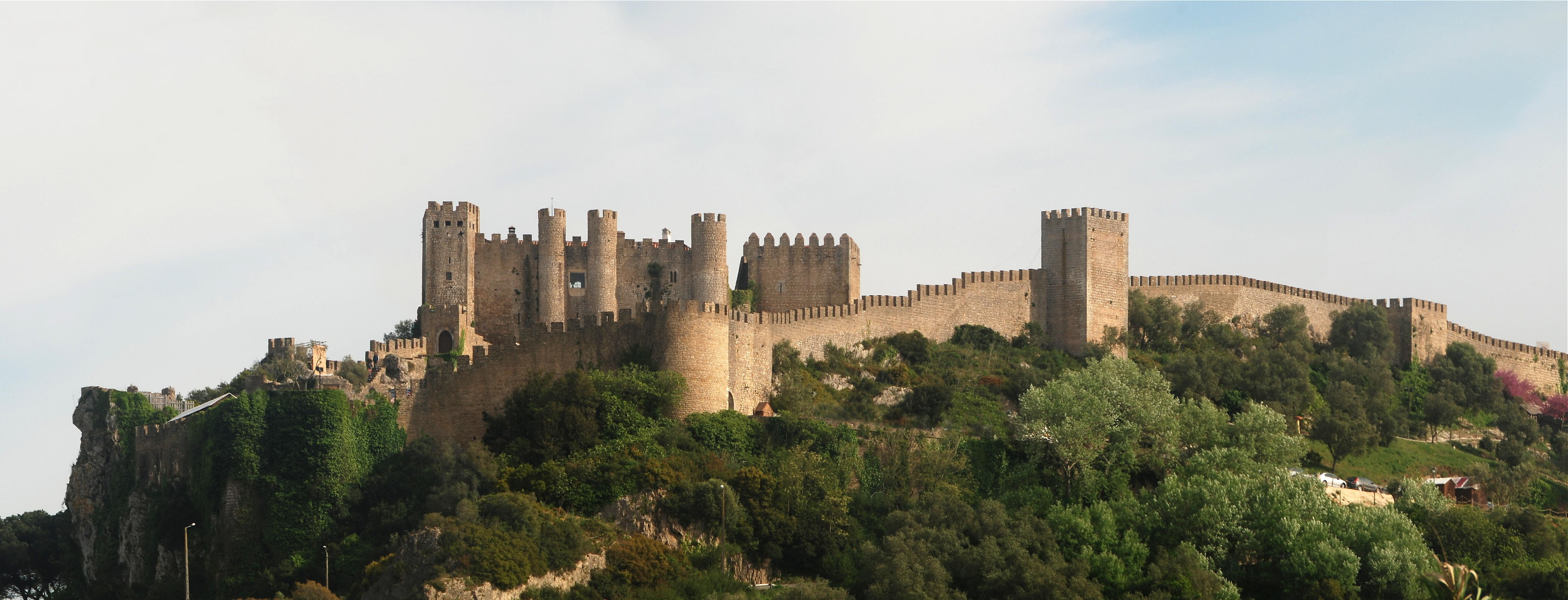
Veduta panoramica del Castello di Óbidos

## Storia
Si ritiene che la fortezza originaria risalga almeno all'epoca romana. Il castello fu in seguito ampliato dopo la conquista da parte dei cristiani nel 1148. Le prime attestazioni sull'esistenza di questa fortezza risalgono tuttavia soltanto al 1153.

## Descrizione
Il castello è rinforzato da torri cilindriche nell'ala settentrionale e nell'ala meridionale.

## Galleria d'immagini

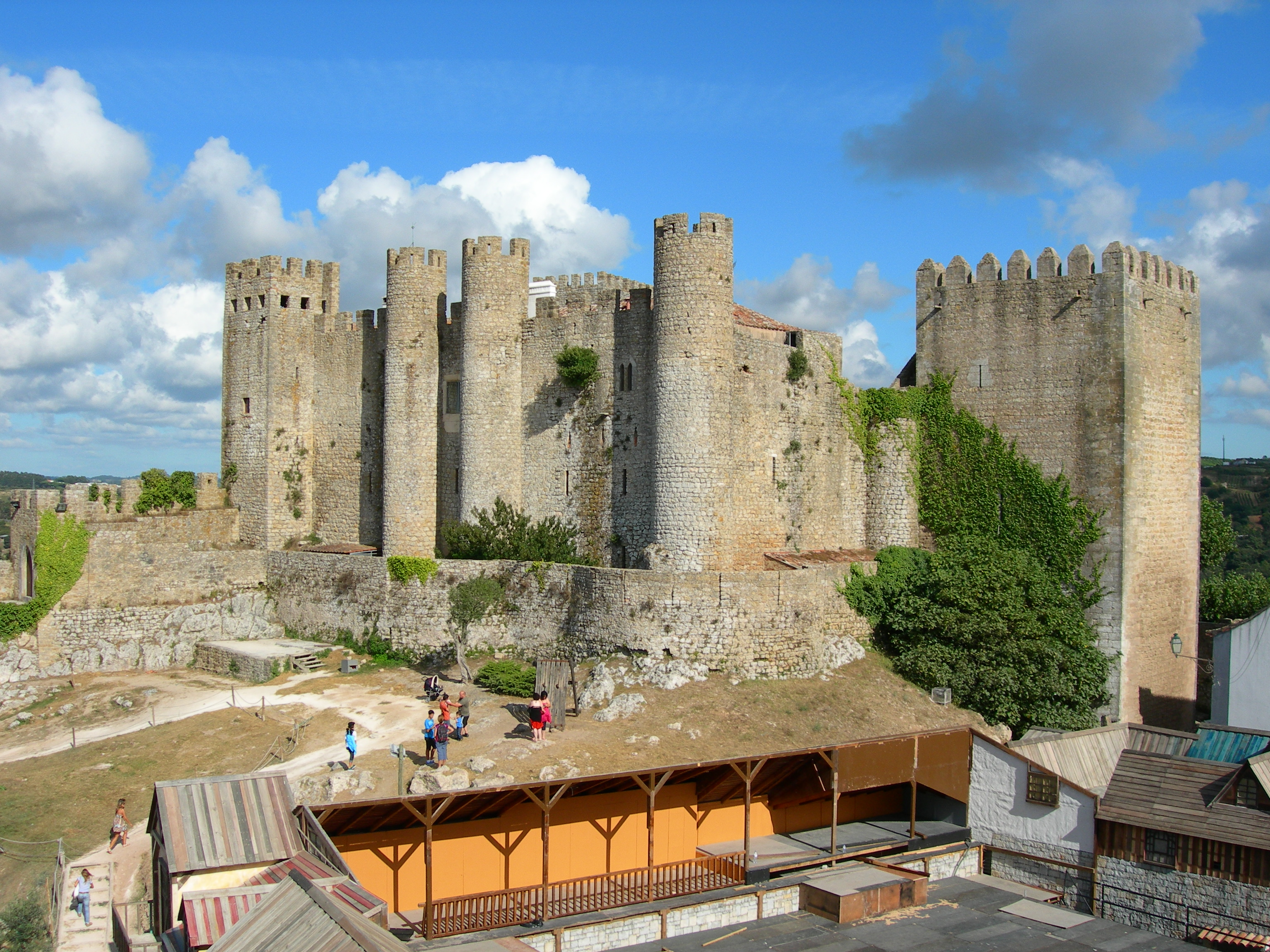
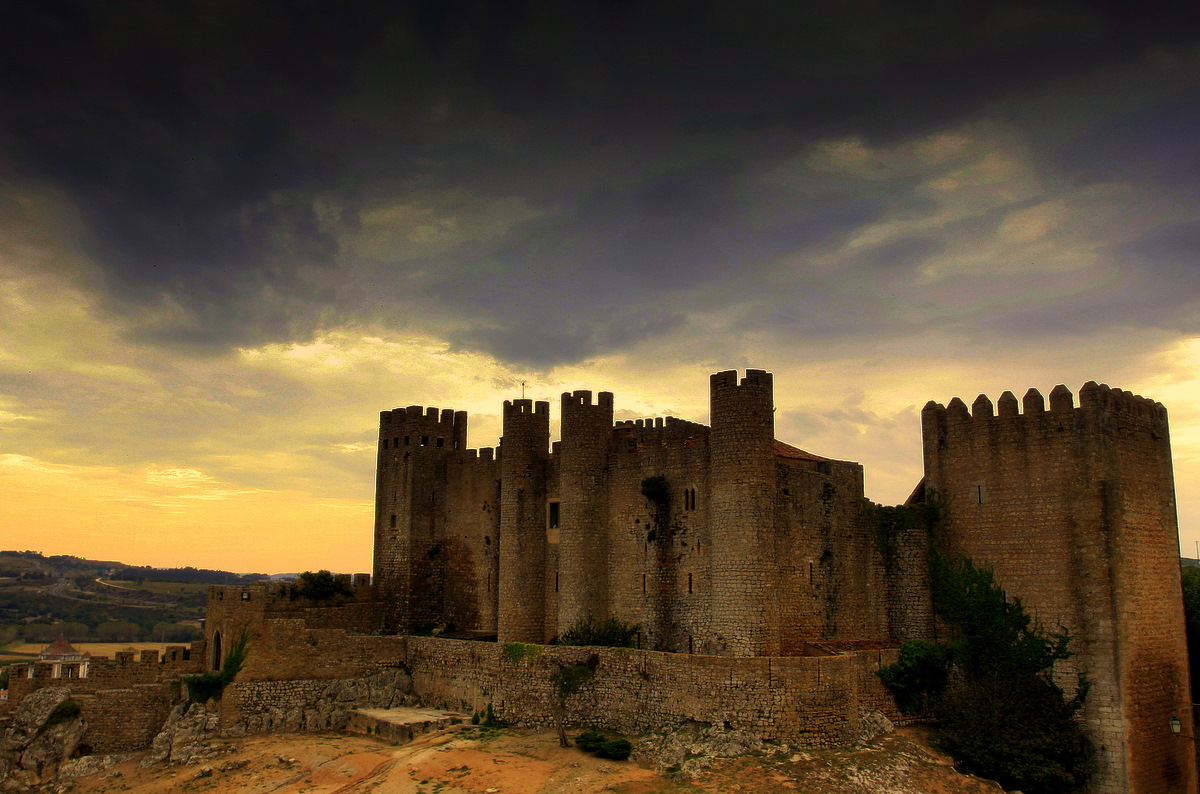
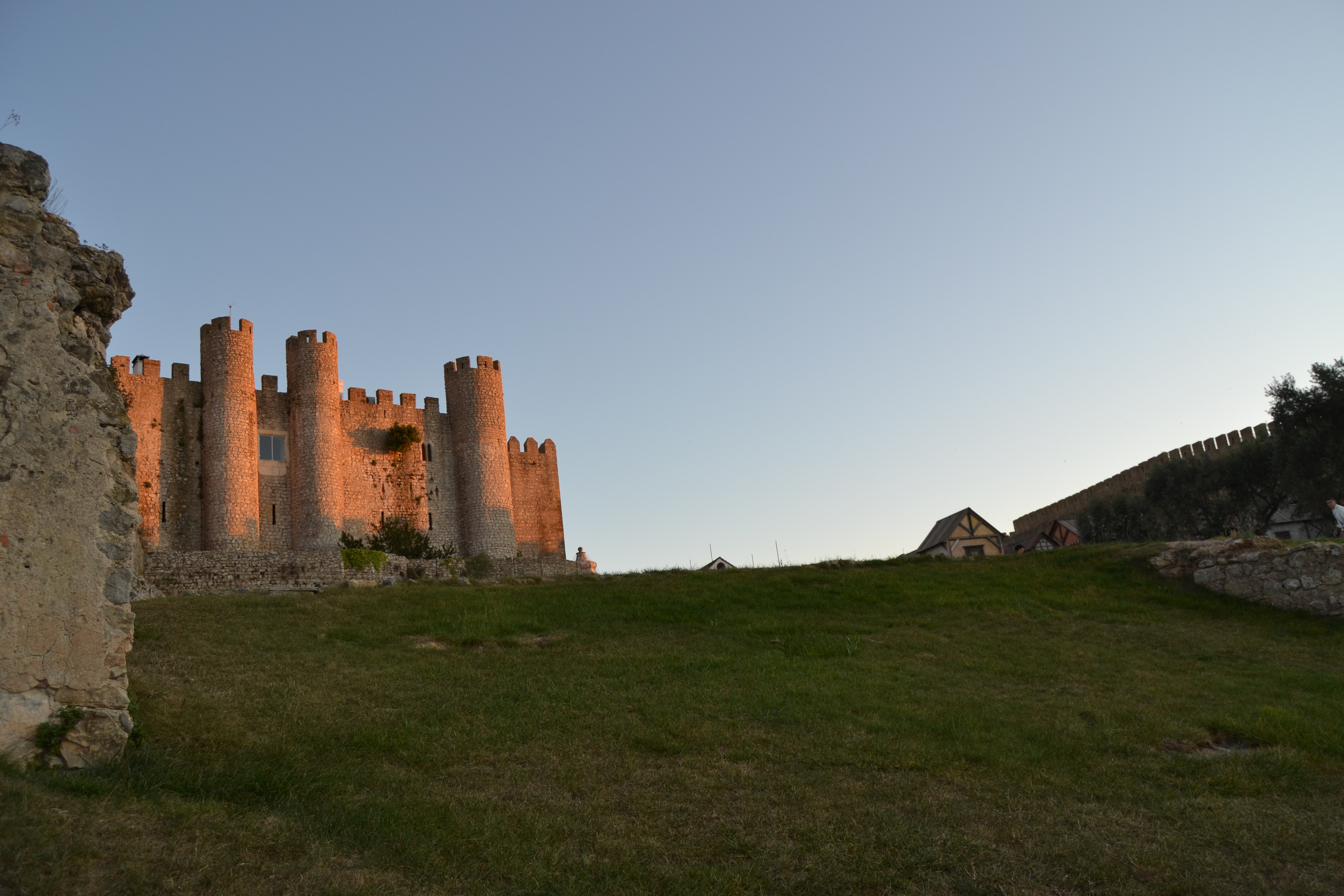
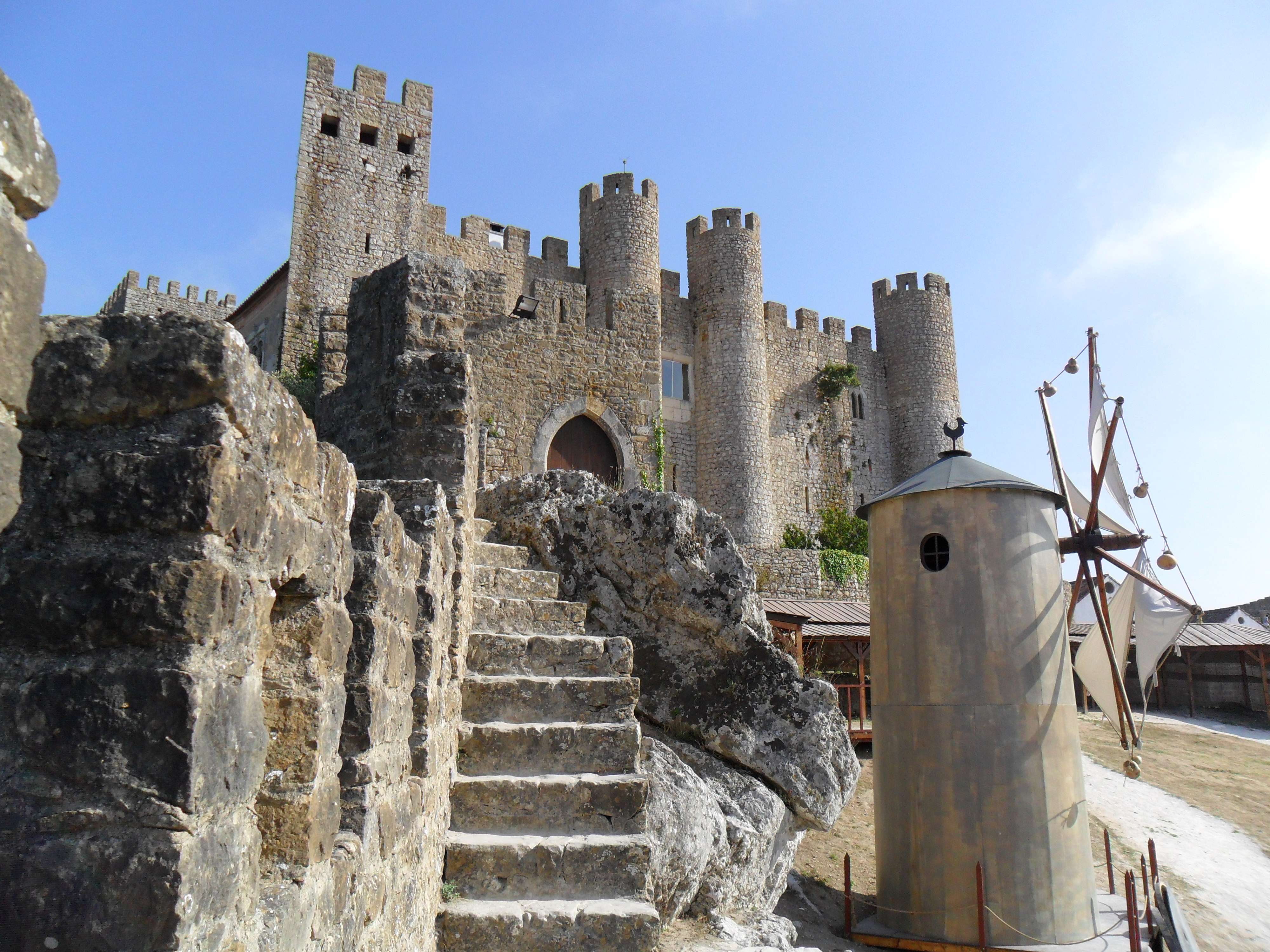
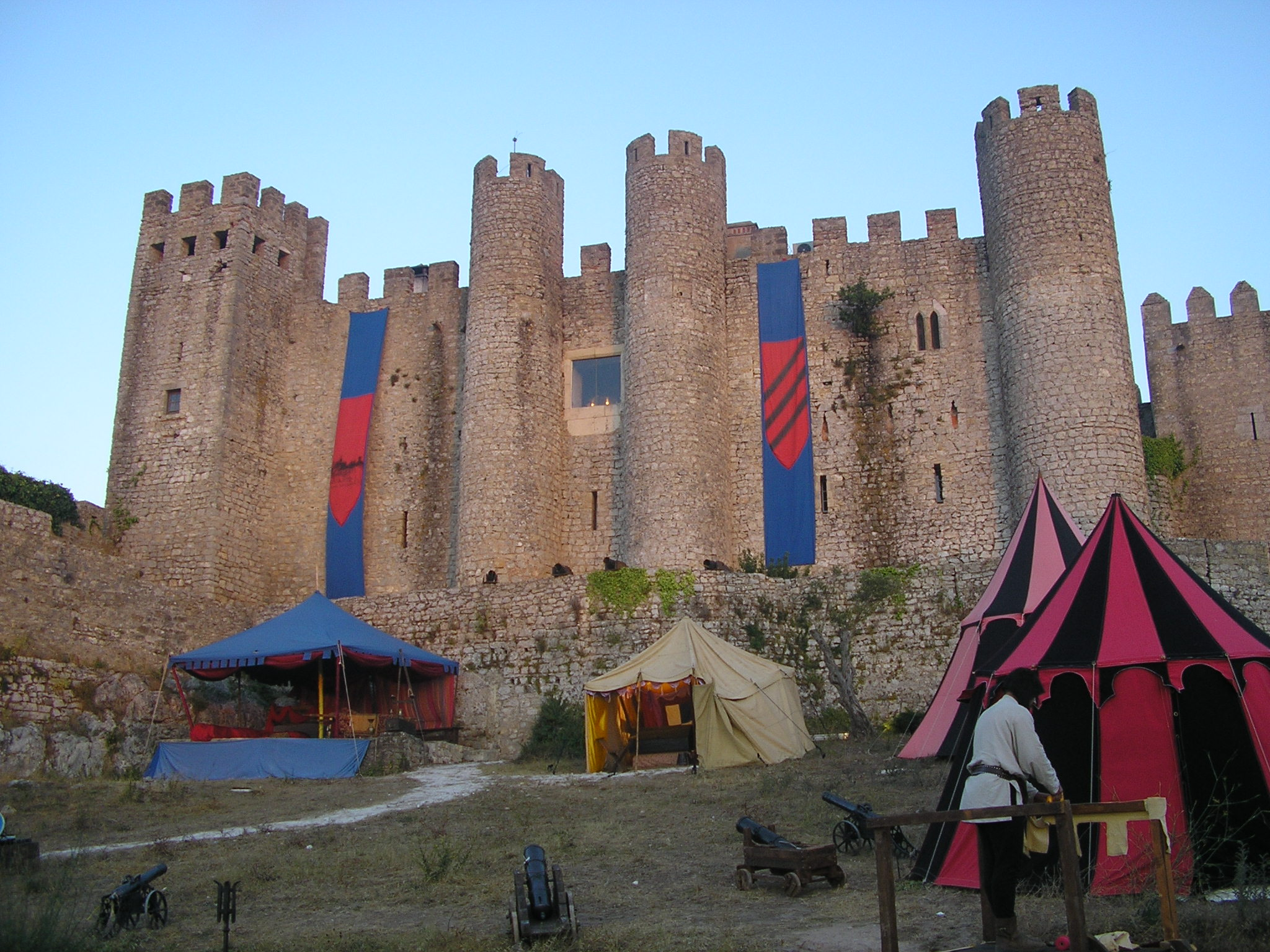
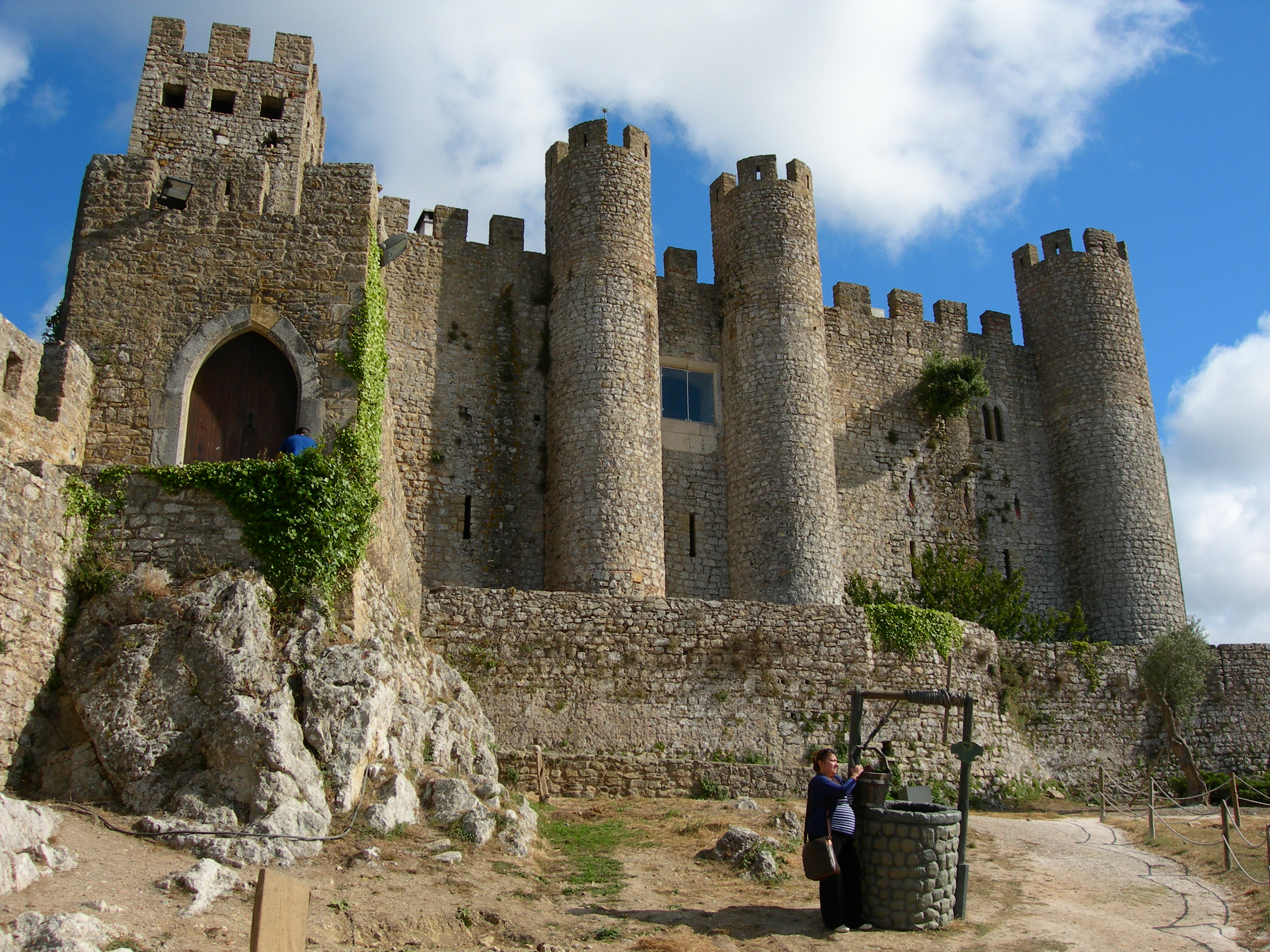